# Kemija u 1981.
◄◄ | ◄ | 1978. | 1979. | 1980. | 1981.  | 1982. | 1983. | 1984. | ► | ►►
Arhitektura • Astronautika • Astronomija • Biologija • Film • Fotografija • Glazba • Kazalište • Kemija • Kiparstvo • Knjige • Književnost • Kršćanstvo • Meteorologija • Medicina • Planinarstvo • Politika • Pravo • Promet • Slikarstvo • Strip • Šport • Televizija • Znanost • Zrakoplovstvo • Željeznički promet
Kemija u 1981.

## Svijet

### Nagrade i priznanja
- Nobelova nagrada za kemiju:

### Rođenja
- 22. studenoga − Hans Adolf Krebs, njemačko-britanski liječnik i biokemičar (* 1900.)

## Vanjske poveznice
|  | Zajednički poslužitelj ima još gradiva o temi Kemija u 1981. |